# Standard de Lieja
El Standard de Lieja (en francés: Standard de Liège /stɑ̃daʁ ljɛʒ/; en neerlandés: Standard Luik /ˈstɑndɑrt ˈlœyk/; en alemán: Standard Lüttich /ˈstandaʁt ˈlʏtɪç, ˈʃtan-/) es un club de fútbol de la ciudad de Lieja (Bélgica). Fue fundado en 1898 y juega en la Primera División de Bélgica. 
Es uno de los equipos más populares y el cuarto más laureado en la historia del fútbol belga, con diez campeonatos de liga, ocho campeonatos de copa, una copa de la liga y cuatro supercopas sumando un total de veintitrés títulos nacionales.
Junto con el Anderlecht y el Brujas, el Standard de Lieja es uno de los tres grandes equipos del fútbol belga.

## Historia
El club fue fundado el 7 de septiembre de 1898 por estudiantes del Colegio de Saint-Servais en Lieja. Su inspiración para el nombre fue el Standard de París, un popular equipo de fútbol parisino de aquella época. Cuando se introdujeron en 1926 los números de matrícula en el fútbol belga, a Standard se le asignó el 16. 
El momento más álgido del equipo se produjo en 1982 al llegar a la final de la Recopa de Europa, donde fueron vencidos por el FC Barcelona. En 1982, se reveló un escándalo implicando a bastantes jugadores y entrenadores en un presunto plan para influir a otros clubs belgas a que facilitaran el final de la temporada al equipo, y que así pudiera el Standard afrontar el partido ante el Barcelona sin lesionados. En 1996, el club absorbió el RFC Seraing. 
En el año 2006 obtiene el segundo puesto de la Primera división belga, consiguiendo así una plaza para la ronda preliminar de la Liga de Campeones de la UEFA. Se proclamó campeón de liga en 2008 luego de 25 años de  la mano del entrenador Michel Preud'homme, exportero de la Selección belga. En la temporada siguiente consiguió nuevamente el título tras derrotar en un desempate a doble partido al RSC Anderlecht, con el que había finalizado el torneo en igualdad de puntos.

## Rivalidades
El Clásico del fútbol belga es el nombre que recibe el partido de fútbol y la rivalidad entre los equipos del Standard de Liège y el RSC Anderlecht, dos de los clubes más importantes de Bélgica.

## Datos del club
- Temporadas en 1ª: 87
- Mayor goleada conseguida:
  - En campeonatos nacionales: Standard Liège 12 - Winterslag 0
- Mayor goleada encajada:
  - En campeonatos nacionales: RC Bruxelles 16 - Standard Liège 1
- Mejor puesto en la liga: 1º (10 veces)

## Entrenadores
- Charles Bunyan, Sr. (1912–1916)
- Camille van Hoorden (1916–1922)
- Pierre Kogel (1922–1924)
- Percy Wilding Hartley (1924–1930)
- Maurice Grisard (1930–1932)
- Percy Wilding Hartley (1932–1935)
- Jean Dupont (1935–1936)
- Percy Wilding Hartley (1936–1937)
- Emile Riff (1937–1938)
- Jean Dupont (1938–1939)
- Maurice Grisard (1939–1940)
- René Dohet (1940–1942)
- Fernand Wertz (1942–1945)
- Marcelin Waroux (1945–1950)
- Antoine Basleer (1950–1951)
- Maurice Grisard (1951–1953)
- André Riou (1953–1958)
- Géza Kalocsay (1958–1961)
- Jean Prouff (1961–1963)
- Auguste Jordan (1963–1964)
- Milorad Pavić (1964–1968)
- René Hauss (1968–1973)
- Vlatko Marković (1973–1973)
- Ned Bulatović (1973–1974)
- Cor van der Hart (1974–1975)
- Lucien Leduc (1976)
- Robert Waseige (1976–1979)
- Ernst Happel (1979–1981)
- Raymond Goethals (1981–1984)
- Léon Semmeling (febrero–junio 1984)
- Louis Pilot (julio 1984 – abril 1985)
- Milorad Pavić (mayo 1985 – febrero 1987)
- Helmut Graf (febrero 1986 – junio 1987)
- René Desaeyere (julio 1987 – septiembre 1987)
- Milorad Pavić (octubre 1987 – marzo 1988)
- Jozef Vliers (abril 1988 – junio 1988)
- Urbain Braems (julio 1988 – junio 1989)
- Georg Kessler (julio 1989 – junio 1991)
- Arie Haan (julio 1991 – diciembre 1993)
- René Vandereycken (enero 1994 – junio 1994)
- Robert Waseige (julio 1994 – junio 1996)
- Jos Daerden (julio 1996 – junio 1997)
- Aad de Mos (julio 1997 – octubre 1997)
- Daniel Boccar (noviembre 1997 – marzo 1998)
- Luka Peruzović (abril 1998 – junio 1998)
- Tomislav Ivić (julio 1998 – septiembre 1999)
- Željko Mijač (octubre 1999 – diciembre 1999)
- Jean Thissen y Henri Depireux (enero 2000 – mayo 2000)
- Tomislav Ivić (mayo 2000 – diciembre 2000)
- Dominique D'Onofrio (diciembre 2000 – enero 2001)
- Michel Preud'homme (enero 2001 – junio 2002)
- Robert Waseige (junio 2002 – octubre 2002)
- Dominique D'Onofrio (octubre 2002 – junio 2006)
- Johan Boskamp (julio 2006 – septiembre 2006)
- Michel Preud'homme (septiembre 2006 – junio 2008)
- László Bölöni (junio 2008 – febrero 2010)
- Dominique D'Onofrio (febrero 2010 – junio 2011)
- José Riga (julio 2011 – mayo 2012)
- Ron Jans (mayo 2012 – octubre 2012)
- Mircea Rednic (octubre 2012 – mayo 2013)
- Guy Luzon (mayo 2013 – octubre 2014)
- Ivan Vukomanović (noviembre 2014 – febrero 2015)
- José Riga (febrero 2015 – junio 2015)
- Slavoljub Muslin (junio 2015 – agosto 2015)
- Yannick Ferrera (septiembre 2015 – septiembre 2016)
- Aleksandar Janković (septiembre 2016 – abril 2017)
- José Jeunechamps (abril 2017 – mayo 2017)
- Ricardo Sá Pinto (junio 2017 – mayo 2018)
- Michel Preud'homme (junio 2018 – junio 2020)
- Philippe Montanier (junio 2020 – diciembre 2020)
- Mbaye Leye (diciembre 2020 – octubre 2021)
- Luka Elsner (octubre 2021 – abril 2022)
- Ronny Deila (junio 2022 – junio 2023)
- Carl Hoefkens (junio 2023 – diciembre 2023)
- Ivan Leko (enero 2024 – junio 2025)
- Mircea Rednic (junio 2025 –)

## Palmarés

### Torneos nacionales (23)
- Primera División de Bélgica (10): 1958, 1961, 1963, 1969, 1970, 1971, 1982, 1983, 2008, 2009
- Segunda División de Bélgica (2): 1909, 1921
- Copa de Bélgica (8): 1954, 1966, 1967, 1981, 1993, 2011, 2016, 2018
- Copa de la Liga de Bélgica (1): 1975
- Supercopa de Bélgica (4): 1981, 1983, 2008, 2009

### Torneos internacionales
- Trofeo Mohamed V (1): 1986

### Fútbol Femenino
- Primera División de Bélgica Femenina (13): 1974, 1976, 1977, 1978, 1982, 1984, 1985, 1986, 1990, 1991, 1992, 1994, 2009
- Copa de Bélgica Femenina (6): 1976, 1986, 1989, 1990, 1995, 2006
- Supercopa de Bélgica Femenina (5): 1984, 1986, 1989, 1994, 2009

## Participación en competiciones europeas
| Competicion UEFA | Competicion UEFA | Competicion UEFA | Competicion UEFA         | Competicion UEFA | Competicion UEFA | Competicion UEFA |
| Temporada        | Competición      | Ronda            | Club                     | Cómputo global   | Ida              | Vuelta           |
| ---------------- | ---------------- | ---------------- | ------------------------ | ---------------- | ---------------- | ---------------- |
| 1958/59          | Copa de Europa   | Clasificatoria   | Heart of Midlothian FC   | 6-3              | 5-1 (C)          | 1-2 (F)          |
| 1958/59          | Copa de Europa   | 1/8              | Sporting Portugal        | 6-2              | 3-2 (F)          | 3-0 (C)          |
| 1958/59          | Copa de Europa   | 1/4              | Stade de Reims           | 2-3              | 2-0 (C)          | 0-3 (F)          |
| 1961/62          | Copa de Europa   | Clasificatoria   | Fredrikstad FK           | 4-1              | 2-1 (C)          | 2-0 (F)          |
| 1961/62          | Copa de Europa   | 1/8              | FC Haka Valkeakoski      | 7-1              | 5-1 (C)          | 2-0 (F)          |
| 1961/62          | Copa de Europa   | 1/4              | Rangers FC               | 4-3              | 4-1 (C)          | 0-2 (F)          |
| 1961/62          | Copa de Europa   | 1/2              | Real Madrid CF           | 0-6              | 0-4 (F)          | 0-2 (C)          |
| 1963/64          | Copa de Europa   | Clasificatoria   | IFK Norrköping           | 1-2              | 1-0 (C)          | 0-2 (F)          |
| 1965/66          | Recopa de Europa | 1R               | Cardiff City FC          | 3-1              | 2-1 (F)          | 1-0 (C)          |
| 1965/66          | Recopa de Europa | 1/8              | Liverpool FC             | 2-5              | 1-3 (F)          | 1-2 (C)          |
| 1966/67          | Recopa de Europa | Clasificatoria   | Valur Reykjavík          | 9-2              | 1-1 (F)          | 8-1 (C)          |
| 1966/67          | Recopa de Europa | 1R               | Apollon Limasol          | 6-1              | 5-1 (C)          | 1-0 (F)          |
| 1966/67          | Recopa de Europa | 1/8              | Chemie Leipzig           | 2-2              | 1-2 (F)          | 1-0 (C)          |
| 1966/67          | Recopa de Europa | 1/4              | Raba ETO Győr            | 3-2              | 1-2 (F)          | 2-0 (C)          |
| 1966/67          | Recopa de Europa | 1/2              | FC Bayern München        | 1-5              | 0-2 (F)          | 1-3 (C)          |
| 1967/68          | Recopa de Europa | 1R               | Altay Izmir              | 3-2              | 3-2 (F)          | 0-0 (C)          |
| 1967/68          | Recopa de Europa | 1/8              | Aberdeen FC              | 3-2              | 3-0 (C)          | 0-2 (F)          |
| 1967/68          | Recopa de Europa | 1/4              | AC Milan                 | 2-2 BW 0-2 (U)   | 1-1 (C)          | 1-1 nv (F)       |
| 1968/69          | Copa de Ferias   | 1R               | Leeds United AFC         | 2-3              | 0-0 (C)          | 2-3 (F)          |
| 1969/70          | Copa de Europa   | 1R               | 17 Nëntori Tirana        | 4-1              | 3-0 (C)          | 1-1 (F)          |
| 1969/70          | Copa de Europa   | 1/8              | Real Madrid CF           | 4-2              | 1-0 (C)          | 3-2 (F)          |
| 1969/70          | Copa de Europa   | 1/4              | Leeds United AFC         | 0-2              | 0-1 (C)          | 0-1 (F)          |
| 1970/71          | Copa de Europa   | 1R               | Rosenborg BK             | 7-0              | 2-0 (F)          | 5-0 (C)          |
| 1970/71          | Copa de Europa   | 1/8              | Legia Varsovia           | 1-2              | 1-0 (C)          | 0-2 (F)          |
| 1971/72          | Copa de Europa   | 1R               | Linfield FC              | 5-2              | 2-0 (C)          | 3-2 (F)          |
| 1971/72          | Copa de Europa   | 1/8              | CSKA Moscú               | 2-1              | 0-1 (F)          | 2-0 (C)          |
| 1971/72          | Copa de Europa   | 1/4              | Internazionale           | 2-2 u            | 0-1 (F)          | 2-1 (C)          |
| 1972/73          | Recopa de Europa | 1R               | Sparta Praga             | 3-4              | 1-0 (C)          | 2-4 (F)          |
| 1973/74          | UEFA Cup         | 1R               | Ards FC                  | 8-4              | 2-3 (F)          | 6-1 (C)          |
| 1973/74          | UEFA Cup         | 2R               | CS Universitatea Craiova | 3-1              | 2-0 (C)          | 1-1 (F)          |
| 1973/74          | UEFA Cup         | 1/8              | Feyenoord                | 3-3 u            | 3-1 (C)          | 0-2 (F)          |
| 1977/78          | UEFA Cup         | 1R               | Slavia Praga             | 3-3 u            | 1-0 (C)          | 2-3 (F)          |
| 1977/78          | UEFA Cup         | 2R               | AEK Atenas               | 6-3              | 2-2 (F)          | 4-1 (C)          |
| 1977/78          | UEFA Cup         | 1/8              | FC Carl Zeiss Jena       | 1-4              | 0-2 (F)          | 1-2 (C)          |
| 1978/79          | UEFA Cup         | 1R               | Dundee United FC         | 1-0              | 1-0 (C)          | 0-0 (F)          |
| 1978/79          | UEFA Cup         | 2R               | Manchester City FC       | 2-4              | 0-4 (F)          | 2-0 (C)          |
| 1979/80          | UEFA Cup         | 1R               | Glenavon FC              | 2-0              | 1-0 (F)          | 1-0 (C)          |
| 1979/80          | UEFA Cup         | 2R               | SSC Napoli               | 3-2              | 2-1 (C)          | 1-1 (F)          |
| 1979/80          | UEFA Cup         | 1/8              | TJ Zbrojovka Brno        | 3-5              | 1-2 (C)          | 2-3 (F)          |
| 1980/81          | UEFA Cup         | 1R               | Steaua Bucarest          | 3-2              | 1-1 (C)          | 2-1 (F)          |
| 1980/81          | UEFA Cup         | 2R               | 1. FC Kaiserslautern     | 4-2              | 2-1 (F)          | 2-1 (C)          |
| 1980/81          | UEFA Cup         | 1/8              | Dynamo Dresden           | 5-2              | 1-1 (C)          | 4-1 (F)          |
| 1980/81          | UEFA Cup         | 1/4              | 1. FC Köln               | 2-3              | 0-0 (C)          | 2-3 (F)          |
| 1981/82          | Recopa de Europa | 1R               | Floriana FC              | 12-1             | 3-1 (F)          | 9-0 (C)          |
| 1981/82          | Recopa de Europa | 1/8              | Vasas SC Budapest        | 4-1              | 2-0 (F)          | 2-1 (C)          |
| 1981/82          | Recopa de Europa | 1/4              | FC Porto                 | 4-2              | 2-0 (C)          | 2-2 (F)          |
| 1981/82          | Recopa de Europa | 1/2              | FC Dinamo Tbilisi        | 2-0              | 1-0 (F)          | 1-0 (C)          |
| 1981/82          | Recopa de Europa | Final            | FC Barcelona             | 1-2              | 1-2              | < Barcelona      |
| 1982/83          | Copa de Europa   | 1R               | Raba ETO Győr            | 5-3              | 5-0 (C)          | 0-3 (F)          |
| 1982/83          | Copa de Europa   | 1/8              | Juventus FC              | 1-3              | 1-1 (C)          | 0-2 (F)          |
| 1983/84          | Copa de Europa   | 1R               | Athlone Town FC          | 11-4             | 3-2 (F)          | 8-2 (C)          |
| 1983/84          | Copa de Europa   | 1/8              | Dundee United FC         | 0-4              | 0-0 (C)          | 0-4 (F)          |
| 1984/85          | UEFA Cup         | 1R               | Glentoran FC             | 3-1              | 1-1 (F)          | 2-0 (C)          |
| 1984/85          | UEFA Cup         | 2R               | 1. FC Köln               | 1-4              | 0-2 (C)          | 1-2 (F)          |
| 1986/87          | UEFA Cup         | 1R               | NK Rijeka                | 2-1              | 1-0 (F)          | 1-1 (C)          |
| 1986/87          | UEFA Cup         | 2R               | FC Swarovski Tirol       | 4-4 u            | 1-2 (F)          | 3-2 (C)          |
| 1992/93          | UEFA Cup         | 1R               | Portadown FC             | 5-0              | 5-0 (C)          | 0-0 (F)          |
| 1992/93          | UEFA Cup         | 2R               | Heart of Midlothian FC   | 2-0              | 1-0 (F)          | 1-0 (C)          |
| 1992/93          | UEFA Cup         | 1/8              | AJ Auxerre               | 3-4              | 2-2 (C)          | 1-2 (F)          |
| 1993/94          | Recopa de Europa | 1R               | Cardiff City FC          | 8-3              | 5-2 (C)          | 3-1 (F)          |
| 1993/94          | Recopa de Europa | 1/8              | Arsenal FC               | 0-10             | 0-3 (F)          | 0-7 (C)          |
| 1995/96          | UEFA Cup         | 1R               | Vitória SC               | 1-3              | 1-3 (F)          | 0-0 (C)          |
| 1996             | Intertoto Cup    | Grupo 1          | Cliftonville FC          | 3-0              | 3-0 (F)          |                  |
| 1996             | Intertoto Cup    | Grupo 1          | Hapoel Haifa             | 2-2              | 2-2 (C)          |                  |
| 1996             | Intertoto Cup    | Grupo 1          | VfB Stuttgart            | 2-0              | 2-0 (F)          |                  |
| 1996             | Intertoto Cup    | Grupo 1          | Aalborg BK               | 1-0              | 1-0 (C)          |                  |
| 1996             | Intertoto Cup    | 1/2              | FC Nantes                | 3-1              | 2-1 (C)          | 1-0 (F)          |
| 1996             | Intertoto Cup    | Final            | Karlsruher SC            | 2-3              | 1-0 (C)          | 1-3 (F)          |
| 1997             | Intertoto Cup    | Grupo 4          | FC Aarau                 | 0-0              | 0-0 (C)          |                  |
| 1997             | Intertoto Cup    | Grupo 4          | Cork City FC             | 0-0              | 0-0 (F)          |                  |
| 1997             | Intertoto Cup    | Grupo 4          | Maccabi Petah-Tikvah     | 0-0              | 0-0 (C)          |                  |
| 1997             | Intertoto Cup    | Grupo 4          | 1. FC Köln               | 1-1              | 1-1 (F)          |                  |
| 2000             | Intertoto Cup    | 1R               | FC Dinamo Tbilisi        | 3-3              | 2-2 (F)          | 1-1 (C)          |
| 2000             | Intertoto Cup    | 2R               | Perugia Calcio           | 3-2              | 2-1 (F)          | 1-1 (C)          |
| 2000             | Intertoto Cup    | 3R               | Austria Salzburg         | 4-2              | 3-1 (C)          | 1-1 (F)          |
| 2000             | Intertoto Cup    | 1/2              | VfB Stuttgart            | 1-2              | 1-1 (F)          | 0-1 (C)          |
| 2001/02          | UEFA Cup         | Clasificatoria   | FK Vardar Skopje         | 6-1              | 3-0 (F)          | 3-1 (C)          |
| 2001/02          | UEFA Cup         | 1R               | RC Strasbourg            | 4-2              | 2-0 (C)          | 2-2 (F)          |
| 2001/02          | UEFA Cup         | 2R               | Girondins de Bordeaux    | 0-4              | 0-2 (C)          | 0-2 (F)          |
| 2004/05          | UEFA Cup         | 1R               | VfL Bochum               | 1-1 u            | 0-0 (C)          | 1-1 (F)          |
| 2004/05          | UEFA Cup         | Grupo B          | Steaua Bucarest          | 0-2              | 0-2 (F)          |                  |
| 2004/05          | UEFA Cup         | Grupo B          | AC Parma                 | 2-1              | 2-1 (C)          |                  |
| 2004/05          | UEFA Cup         | Grupo B          | Beşiktaş JK              | 1-1              | 1-1 (F)          |                  |
| 2004/05          | UEFA Cup         | Grupo B          | Athletic Bilbao          | 1-7              | 1-7 (C)          |                  |
| 2006/07          | Champions League | Clasificatoria 3 | Steaua Bucarest          | 3-4              | 2-2 (C)          | 1-2 (F)          |
| 2006/07          | UEFA Cup         | 1R               | Celta de Vigo            | 0-4              | 0-1 (C)          | 0-3 (F)          |
| 2007/08          | UEFA Cup         | Clasificatoria 2 | UN Käerjeng 97           | 4-0              | 3-0 (F)          | 1-0 (C)          |
| 2007/08          | UEFA Cup         | 1R               | FK Zenit San Petersburgo | 1-4              | 0-3 (F)          | 1-1 (C)          |
| 2008/09          | Champions League | Clasificatoria 3 | Liverpool FC             | 0-1              | 0-0 (C)          | 0-1 nv (F)       |
| 2008/09          | UEFA Cup         | 1R               | Everton FC               | 4-3              | 2-2 (F)          | 2-1 (C)          |
| 2008/09          | UEFA Cup         | Grupo C          | Sevilla FC               | 1-0              | 1-0 (C)          |                  |
| 2008/09          | UEFA Cup         | Grupo C          | FK Partizan              | 1-0              | 1-0 (F)          |                  |
| 2008/09          | UEFA Cup         | Grupo C          | UC Sampdoria             | 3-0              | 3-0 (C)          |                  |
| 2008/09          | UEFA Cup         | Grupo C          | VfB Stuttgart            | 0-3              | 0-3 (F)          |                  |
| 2008/09          | UEFA Cup         | 2R               | SC Braga                 | 1-4              | 0-3 (F)          | 1-1 (C)          |
| 2009/10          | Champions League | Grupo H          | Arsenal FC               | 2-5              | 2-3 (C)          | 0-2 (F)          |
| 2009/10          | Champions League | Grupo H          | AZ                       | 2-2              | 1-1 (F)          | 1-1 (C)          |
| 2009/10          | Champions League | Grupo H          | Olympiakos Pireo         | 3-2              | 1-2 (F)          | 2-0 (C)          |
| 2009/10          | Europa League    | 2R               | Red Bull Salzburg        | 3-2              | 3-2 (C)          | 0-0 (F)          |
| 2009/10          | Europa League    | 1/8              | Panathinaikos FC         | 4-1              | 3-1 (F)          | 1-0 (C)          |
| 2009/10          | Europa League    | 1/4              | Hamburger SV             | 2-5              | 1-2 (F)          | 1-3 (C)          |
| 2011/12          | Champions League | Clasificatoria 3 | FC Zürich                | 1-2              | 1-1 (C)          | 0-1 (F)          |
| 2011/12          | Europa League    | Play-off         | Helsingborgs IF          | 4-1              | 1-0 (C)          | 3-1 (F)          |
| 2011/12          | Europa League    | Grupo B          | FC Copenhague            | 4-0              | 3-0 (C)          | 1-0 (F)          |
| 2011/12          | Europa League    | Grupo B          | Hannover 96              | 2-0              | 0-0 (F)          | 2-0 (C)          |
| 2011/12          | Europa League    | Grupo B          | Vorskla Poltava          | 3-1              | 0-0 (C)          | 3-1 (F)          |
| 2011/12          | Europa League    | 2R               | Wisła Kraków             | 1-1 u            | 1-1 (F)          | 0-0 (C)          |
| 2011/12          | Europa League    | 1/8              | Hannover 96              | 2-6              | 2-2 (C)          | 0-4 (F)          |
| 2013/14          | Europa League    | Clasificatoria 2 | KR Reykjavík             | 6-2              | 3-1 (F)          | 3-1 (C)          |
| 2013/14          | Europa League    | Clasificatoria 3 | Xanthi FC                | 4-2              | 2-1 (F)          | 2-1 (C)          |
| 2013/14          | Europa League    | Play-off         | FK Minsk                 | 5-1              | 2-0 (F)          | 3-1 (C)          |
| 2013/14          | Europa League    | Grupo C          | Red Bull Salzburg        | 2-5              | 1-2 (F)          | 1-3 (C)          |
| 2013/14          | Europa League    | Grupo C          | IF Elfsborg              | 2-4              | 1-1 (F)          | 1-3 (C)          |
| 2013/14          | Europa League    | Grupo C          | Esbjerg fB               | 2-4              | 1-2 (C)          | 1-2 (F)          |
| 2014/15          | Champions League | Clasificatoria 3 | Panathinaikos FC         | 2-1              | 0-0 (C)          | 2-1 (F)          |
| 2014/15          | Champions League | Play-off         | FK Zenit San Petersburgo | 0-4              | 0-1 (C)          | 0-3 (F)          |
| 2014/15          | Europa League    | Grupo G          | Feyenoord                | 1-5              | 1-2 (F)          | 0-3 (C)          |
| 2014/15          | Europa League    | Grupo G          | Sevilla FC               | 1-3              | 0-0 (C)          | 1-3 (F)          |
| 2014/15          | Europa League    | Grupo G          | HNK Rijeka               | 2-2              | 2-0 (C)          | 0-2 (F)          |
| 2015/16          | Europa League    | Clasificatoria 3 | Željezničar              | 3-1              | 2-1 (C)          | 1-0 (F)          |
| 2015/16          | Europa League    | Play-off         | Molde FK                 | 3-3 u            | 0-2 (F)          | 3-1 (C)          |
| 2016/17          | Europa League    | Grupo G          | AFC Ajax                 | 1-2              | 0-1 (F)          | 1-1 (C)          |
| 2016/17          | Europa League    | Grupo G          | Panathinaikos FC         | 5-2              | 2-2 (C)          | 3-0 (F)          |
| 2016/17          | Europa League    | Grupo G          | Celta de Vigo            | 2-2              | 1-1 (C)          | 1-1 (F)          |
| 2018/19          | Champions League | Clasificatoria 3 | AFC Ajax                 | 2-5              | 2-2 (C)          | 0-3 (F)          |
| 2018/19          | Europa League    | Grupo J          | Sevilla FC               | 2-5              | 1-5 (F)          | 1-0 (C)          |
| 2018/19          | Europa League    | Grupo J          | FK Krasnodar             | 3-3              | 2-1 (C)          | 1-2 (F)          |
| 2018/19          | Europa League    | Grupo J          | Akhisarspor              | 2-1              | 2-1 (C)          | 0-0 (F)          |
| 2019/20          | Europa League    | Grupo F          | Arsenal FC               | 2-6              | 0-4 (F)          | 2-2 (C)          |
| 2019/20          | Europa League    | Grupo F          | Eintracht Frankfurt      | 3-3              | 1-2 (F)          | 2-1 (C)          |
| 2019/20          | Europa League    | Grupo F          | Vitória SC               | 3-1              | 2-0 (C)          | 1-1 (F)          |
| 2020/21          | Europa League    | Clasificatoria 2 | Bala Town FC             | 2-0              | 2-0 (C)          |                  |
| 2020/21          | Europa League    | Clasificatoria 3 | FK Vojvodina             | 2-1              | 2-1 nv (C)       |                  |
| 2020/21          | Europa League    | Play-off         | MOL Fehérvár FC          | 3-1              | 3-1 (C)          |                  |
| 2020/21          | Europa League    | Grupo D          | SL Benfica               | 2-5              | 0-3 (F)          | 2-2 (C)          |
| 2020/21          | Europa League    | Grupo D          | Rangers FC               | 2-5              | 0-2 (C)          | 2-3 (F)          |
| 2020/21          | Europa League    | Grupo D          | Lech Poznań              | 3-4              | 1-3 (F)          | 2-1 (C)          |